# Mourtzaná (Réthymnon)
Mourtzaná, en grec moderne : Μουρτζανά, est un village du dème de Mylopótamos, en Crète, en Grèce. Selon le recensement de 2011, la population de Mourtzaná compte 40 habitants. Il est situé à une altitude de 160 m et à une distance de 33 km de Réthymnon.

## Recensements de la population
| Recensements | 1900 | 1920 | 1928 | 1940 | 1951 | 1961 | 1971 | 1981 | 1991 | 2001 | 2011 |
| ------------ | ---- | ---- | ---- | ---- | ---- | ---- | ---- | ---- | ---- | ---- | ---- |
| Population   | 133  | 143  | 162  | 157  | 149  | 130  | 106  | 98   | -    | 105  | 40   |